# NEPOMUK
NEPOMUK(Networked Environment for Personalized, Ontology-based Management of Unified Knowledge) 是一個開源軟件規範，特別關注社會性語義學桌面發展，將從不同的桌面應用程序來的豐富和互連的數據使用語義學元數據存儲成RDF。在最初是 NEPOMUK 專案開發，花費一千七百萬歐元，其中一千一百五十萬是由歐盟資助。

## 實現
有兩個 NEPOMUK 實現存在：一個C++/ KDE為基礎的版本，以及 Java 為基礎的版本。 

### KDE
NEPOMUK-KDE是KDE 4新技術中的特色之一。它採用了 Soprano 儲存 RDF。並就技術層面而言，使元數據關聯一般桌面用戶的各個項目，如文件、書籤、電子郵件和日曆條目。元數據可以是任意的RDF；在KDE 4中，標記是用戶最常見的元數據應用。

## 數據格式
- PIMO[5] - 使用來描述個人信息模型，描述人員、計畫、課題、活動等，也被用於NEPOMUK-KDE。
- NIE[6] - NEPOMUK信息元素本體（以及相關的本體數據資源系統等），描述桌面上的資源（文件，郵件等）

## 外部連結
- NEPOMUK 項目官方網站（页面存档备份，存于）
- Article: Open Source Semantic Desktop Is Coming（页面存档备份，存于）
- MIT Technology Review: Semantic Sense for the Desktop （页面存档备份，存于）